# 尊室談
尊室談（越南语：／；1864年—1888年），陳仲金的《越南史略》中文譯本譯作“尊室澹”，是阮朝輔政大臣尊室說的長子，在勤王運動中擔任反法將領。
1885年7月4日，尊室說反抗失敗，帶著咸宜帝退往廣治省，隨後又退往廣平省宣化縣。咸宜帝在宣化山防衙發佈《勤王詔》，號召阮朝百姓起兵勤王。尊室談和弟弟尊室詥則在1886年至1888年期間保護咸宜帝的安全。
1888年，咸宜帝的護衛張光玉向法國投降，出賣了咸宜帝的下落，导致咸宜帝被法軍抓獲。據說當時尊室談人在河靜，他接到咸宜帝被抓的消息後，讓屬下投降，而自己則上吊自殺。

## 紀念
尊室談被今日的越南人視作反抗法國殖民統治的英雄。在河內市、胡志明市、峴港市和南定市，均有以他的名字命名的街道。